# Miroslav Koval
Miroslav Koval (26. listopadu 1944, Havlíčkův Brod – 15. června 2022, Sobotín) byl český fotograf, malíř, kreslíř a kurátor.

## Život
Miroslav Koval se narodil v Havlíčkově Brodě jako druhý syn manželů Katzerových. Rodiče se po válce přestěhovali do Litoměřic a změnili příjmení na Kovalovi. Otec byl právník, od roku 1947 soudce krajského soudu v Ústí nad Labem, po únoru 1948 horník. Oba rodiče byli katolíci a spolupracovali s biskupem Trochtou při akci duchovní obnovy. Matku komunisté zatkli a roku 1952 odsoudili ve zinscenovaném procesu s „vatikánskými špiony“ za velezradu na 14 let vězení, otce spoluobvinili a odsoudili na 7 let. Miroslav Koval se starším bratrem vyrůstali v dětském domově až do roku 1960, kdy matku propustili na amnestii a rodina se znovu sešla v Litoměřicích. Přestože Miroslav Koval složil zkoušky na výtvarnou školu, jako syn „třídních nepřátel“ na ni nesměl nastoupit a vyučil se v chemičce a maturitu složil na večerní škole v kaučukárně v Kralupech.
V letech 1965–1971 studoval na Akademii výtvarných umění v Praze v ateliéru Františka Jiroudka. Duchovně ho více přitahovala večerní kreslířská škola Jiřího Johna. K jeho spolužákům a přátelům patřil Michal Ranný, Svatopluk Slovenčík, Vladimír Gebauer, Vladimír Říha, Petr Šmaha, Marie Blabolilová. Od roku 1974 žil trvale v Sobotíně, kde zhruba deset let spolupracoval na sochách svého tchána Jiřího Jílka. Ty pak průběžně i fotograficky zdokumentoval. Za normalizace měl autorské výstavy pouze v roce 1982, ve třech malých moravských galeriích. Počátkem 90. let byl členem výtvarného spolku Kruh v Kostelci nad Černými lesy, od roku 1991 Spolku olomouckých výtvarníků (později hostem obojího).
Od listopadu roku 1994 byl dramaturgem výstav Galerie Jiřího Jílka v Šumperku, autorem textů k výstavám a podoby tisků k nim, instalací a úvodních slov. Jeho manželka, malířka Anežka Kovalová je spoluautorkou instalací a jejich fotodokumentaristkou.
Zemřel 15. června 2022 ve věku 77 let.

## Dílo
Miroslav Koval již během studia postupně tlumil barevnost. Od olejomalby přešel v jeho polovině k vaječné tempeře a poslední malířské období na AVU bylo převážně bílé. Součástí diplomové práce byl téměř monochromní obraz ateliéru, dnes v majetku Galerie výtvarného umění v Litoměřicích. Po ukončení školy začal kolem roku 1973 dokumentovat detaily přírody i pomocí fotografie a jeho kresby zachycující přírodní struktury a jejich rytmické členění byly původně určeny jako příprava k obrazům. Kresby se však postupně osamostatnily a nakonec se staly finálním dílem. Malbu Koval nakonec zcela opustil. Jeho poslední obrazy z doby kolem roku 1984 jsou reliéfní a téměř monochromní struktury malované kaseinovou temperou, bělobou, černí a do jemna třenými a štětcem nanášenými zemitými písky (Moře, 1984).
Z prvních kreseb lze ještě vyčíst vizuální kvality zobrazeného výchozího fenoménu (soubor Zem, 1978–1979). Malíř postupně hledal obecné charakteristické rytmické prvky v krajině nebo detailech trávy a obilí. Jeho kresebný záznam se ve snaze vyhnout jakémukoli lyrizování postupně stal robustnější (1983). V následujícím období ztrácí význam přímá souvztažnost s určitými prvky přírody a Kovalova kresba směřuje k zobecnění, vícevýznamovosti a vzájemné zaměnitelnosti objektů. Syntézou této zkušenosti je soubor velkoformátových kreseb z let 1986–1987. Po roce 1989 se kresba stává dynamickou a zahrnuje kruhové motivy víření, zamotávání či ovíjení. Po roce 1991 se součástí kresby stává geometrické vymezení prostoru, v němž se struktury rozvíjejí.
Kresby se postupně radikálně redukují na jednoduché křivky a zároveň vzniká potřeba zdůraznit přímé sepětí s přírodou. Miroslav Koval již nekreslí perem, ale používá nejrůznější přirozené přírodní materiály, které zanechávají měkkou stopu – stonky česneku nebo denivky. Dominantní charakteristikou kreseb je měkká horizontální a vertikální symetrie, prostorové vztahy vymezují jednoduché linie.
Východiskem tvorby Miroslava Kovala je příroda, ale hledá v ní něco obecnějšího, co přesahuje jednotlivou zkušenost a směřuje k úhrnnosti. V tomto smyslu souvisí s konceptuálními projekty sedmdesátých let, které vycházely z fotografických či kresebných záznamů konkrétních jevů a transformovaly je do netradičně koncipované nové reality. Jednotlivé přírodní situace nejsou podnětem k reflexi vlastní senzibility, ale pouze podřízenou složkou, ke kterým hledá výtvarné paralely. Podstatou jeho tvorby je hledání a zviditelňování metafyzického řádu přírody. Jednotlivé práce jsou pouze různými řešeními stejného problému a proto je třeba Kovalovo dílo vnímat jako celek.
Autor sám své dílo komentoval:
Kresba je způsobem doptávání se po rytmické skladbě prapůvodních tvarů, účelem nespoutaného řádu přírody a každodenním novým pokusem o přiblížení se k němu – potvrzením si, že ještě vidím a cítím… že ještě jsem. Je životní nezbytností, posledním útočištěm. Zmatky světa do ní nevpouštím.

### Zastoupení ve sbírkách
- Národní galerie v Praze
- Moravská galerie v Brně
- Muzeum umění Olomouc
- Severočeská galerie výtvarného umění v Litoměřicích
- Alšova jihočeská galerie v Hluboké nad Vltavou
- Galerie Art Space, Nishinomiya city, Japonsko
- Geofyzikální ústav AV ČR, v.v.i., Praha
- Kupferstichkabinett, Drážďany
- Vlastivědné muzeum, Šumperk

### Autorské výstavy
- 1981 Miroslav Koval, Anežka Kovalová, Divadlo hudby Olomouc, Památník Ferdiše Duši, Frýdlant nad Ostravicí
- 1982 Miroslav Koval, Minigalerie Výzkumného ústavu veterinárního lékařství, Brno
- 1982 Miroslav Koval, Klub školství a vědy Bedřicha Václavka, Brno
- 1982 Miroslav Koval: Kresby, obrazy, Galerie pod podloubím, Olomouc
- 1984 Miroslav Koval, Anežka Kovalová, Jiří Jílek, Kabinet grafiky, Olomouc
- 1985 Miroslav Koval, Anežka Kovalová, Galerie Opatov, Praha, DK Orlová-Lutyně
- 1988 Miroslav Koval, Anežka Kovalová, Zámek Sobotín, hrad Sovinec
- 1992 Miroslav Koval: Kresby a fotografie – rytmy a prvky přírodního řádu, Severomoravské divadlo Šumperk
- 1992 Miroslav Koval, Galerie Opatov, Praha
- 1995 Miroslav Koval: Deník jednoho roku, Galerie Václava Špály, Praha
- 1996 Miroslav Koval: Deník jednoho roku, Dům umění, Procházkova síň, Brno,
- 1996 Miroslav Koval: Deník jednoho roku, Vila manželů Kotrbových, Klenová
- 1997 Miroslav Koval, Fotoklub, Příbor
- 1998 Miroslav Koval, Čajovna Bludný kámen, Opava
- 1998 Miroslav Koval: Malba – fotografie – kresba, Galerie Jiřího Jílka, Šumperk
- 1998 Miroslav Koval: Kresby, fotogramy, Klub Atlantik, Ostrava
- 1999 Miroslav Koval, Galerie OSA, Olomouc
- 2000 Anežka Kovalová, Michal Ranný, Svatopluk Slovenčík, Miroslav Koval, Galerie výtvarného umění, Litoměřice, Galerie umění , Karlovy Vary
- 2003 Miroslav Koval, Městská knihovna Šumperk
- 2004 Miroslav Koval: Záznamy (kresby a fotografie), Geofyzikální ústav AV ČR, přednáškový sál, Praha
- 2004 Anežka Kovalová, Miroslav Koval, Vlastivědné muzeum, Šumperk
- 2005 Anežka Kovalová, Miroslav Koval, Panský dům, Uherský Brod
- 2005 Miroslav Koval: Fotogramy, Minigalerie 6.15, Zlín
- 2009 Miroslav Koval, Galerie 7, Ostrava
- 2014 Miroslav Koval: Kresby a průsvity, Galerie Jiřího Jílka, Šumperk
- 2016 Anežka a Miroslav Kovalovi: Malba, kresby, průsvity, Flemmichova vila, Krnov
- 2016 Anežka Kovalová, Miroslav Koval, Štěpán Koval, Zámek, Bystřice pod Hostýnem
- 2017 Anežka a Miroslav Kovalovi, Galerie Octopus, Městské muzeum Rýmařov
- 2017 Miroslav Koval: Rytmy tkáně přírody, Galerie FONS, Pardubice
- 2017 Anežka a Miroslav Kovalovi: Obrazy, kresby, fotografie, Městské muzeum Rýmařov

### Katalogy
- Miroslav Koval: Kresby, obrazy, text Valoch Jiří, 4 s., Galerie pod podloubím, Olomouc 1982
- Miroslav Koval, 2 s., Galerie Opatov Praha 1985
- Miroslav Koval: Kresby a fotografie: Rytmy a prvky přírodního řádu, Severomoravské divadlo, Šumperk 1992
- Anežka Kovalová, Miroslav Koval, text Jiří Valoch, 52 stran, Dům umění města Opavy, Státní galerie ve Zlíně, Výstavní síň E. Filly v Ústí nad Labem, GMU v Roudnici nad Labem, Dům umění města Opavy 1994
- Miroslav Koval 1994: Sto kreseb / Hundert zeichnengen / One hundert drawings, text Valoch Jiří, 114 s., Dům umění města Brna 1994
- Miroslav Koval: Kresby, fotogramy, 8 s., Klub Atlantik Ostrava 1998
- Miroslav Koval: Malba – fotografie – kresba, text Koval Miroslav, 8 s., Galerie Jiřího Jílka, Šumperk 1998
- Anežka Kovalová, Michal Ranný, Svatopluk Slovenčík, Miroslav Koval, texty Jiří Valoch, Jan Skácel, Svatopluk Slovenčík, Anežka Kovalová, Miroslav Koval, 56 stran nečíslovaných, Galerie výtvarného umění , Litoměřice, Galerie umění , Karlovy Vary, GVU Litoměřice 2000
- Miroslav Koval: Záznamy (kresby a fotografie), text Hůla Jiří, Koval Miroslav, 6+1 s., Agentura Galerie H 2004
- Anežka a Miroslav Kovalovi, Věci a místa. Rytmy a řád, text Jiří Valoch, Miroslav Koval, Anežka Kovalová, 8 stran, Vlastivědné muzeum, Šumperk 2004
- Miroslav Koval, text Koval Miroslav, Valoch Jiří, 4 s., Studio 6.15, Zlín 2005
- Anežka a Miroslav Kovalovi: Věci a místa, Rytmy a řád, text Koval Miroslav, 4 s., Galerie Panský dům Domu kultury Uherský Brod 2005
- Miroslav Koval: Kresby a průsvity, text Koval Miroslav, 8 s., Galerie Jiřího Jílka, Šumperk 2014